# Herbert Kretzmer
Herbert Kretzmer, né le 5 octobre 1925 à Kroonstad, Orange Free State, Afrique du Sud et mort le 14 octobre 2020 à Londres, Royaume-Uni, est un journaliste et parolier anglais. Il est connu comme parolier de la version anglaise de la comédie musicale Les Misérables et pour ses versions anglaises des chansons de Charles Aznavour.

## Biographie
Herbert Kretzmer est né le 5 octobre 1925 à Kroonstad, Orange Free State, Afrique du Sud,.
Ses parents, William Kretzmer et Tilly Kretzmer sont des juifs lituaniens qui, fuyant les pogroms de l'Empire russe, immigrent en Afrique du Sud au début du XXe siècle. Ils ont un magasin de meubles.
Il a trois frères. L'aîné, Elliot Kretzmer, participe à la Seconde Guerre mondiale dans l'Armée de l'air sud-africaine, et devient maire de Johannesburg en 1991.

## Honneurs
- Chevalier de l'Ordre des Arts et des Lettres
- OBE Officier dans l'ordre de l'Empire britannique
- Nommé en 2013 pour l' Oscar de la meilleure chanson originale avec Claude-Michel Schönberg et Alain Boublil pour Les Misérables (Suddenly)
- BAFA 2013 : meilleur film britannique pour Les Misérables (nommé avec Tom Hooper, Tim Bevan, Eric Fellner, Debra Hayward, Cameron Mackintosh, Claude-Michel Schönberg, Alain Boublil et William Nicholson (écrivain))